# Wall Street
« Wall Street » redirige ici.  Pour la bourse de New York, voir New York Stock Exchange.
Pour les articles homonymes, voir Wall Street (homonymie).
Wall Street est une rue de New York (États-Unis).

## Situation et accès
Située dans le sud de l'arrondissement de Manhattan, Wall Street part à l'Est de Broadway en direction de l'East River jusqu’à South Street, en traversant une partie du Financial District, un quartier d'affaires.
Au XVIIe siècle, cette rue formait la limite nord de la colonie de La Nouvelle-Amsterdam établie par la Compagnie néerlandaise des Indes occidentales, qui avait construit un mur fait de rondins de bois et de terre, pour se protéger des Amérindiens Lenapes et des colons britanniques. Son nom viendrait de ce mur. Mais une étymologie concurrente évoque plutôt le premier acquéreur de Manhattan, le Wallon Pierre Minuit : La Compagnie néerlandaise des Indes occidentales l'envoie comme gouverneur de la colonie, où sont établis de nombreux immigrants wallons d'où le toponyme néerlandais Waal Straat (Rue wallonne) devenu Wall Street.
C'est en 1624 que la première vague d'immigrants belges wallons a fondé la cité de New York qu'ils baptisèrent alors sigillum Novi Belgii (« Nouvelle Belgique ») mais aussi les États du Mid-Atlantic comme l'État de New York, la Pennsylvanie, le Connecticut, le Delaware et le New Jersey… C'est d'ailleurs un calviniste d'origine belge wallonne (ses parents provenant de Tournai dans le Hainaut), Pierre Minuit, qui acheta l'île de Manhattan aux Indiens et fut le premier gouverneur officiel de la future cité de New York.
Sans avoir jamais subi l'épreuve des batailles, le mur fut démoli par les Anglais en 1699. À la fin du siècle, pendant quelques décennies, le lieu est au cœur de la rivalité financière entre New York et Philadelphie et finit par l'emporter.
Avec le temps, Wall Street a fini par désigner l’ensemble du quartier ainsi que la plus importante bourse du monde, le New York Stock Exchange (NYSE). Par métonymie, l’expression renvoie aujourd’hui au monde de la finance new-yorkaise.
Le rôle originel de Wall Street est de financer les entreprises.
La rue a donné son nom au Wall Street Journal, quotidien économique dont l'influence est internationale, créé dans cette rue par Charles Dow et Eddie Jones sept ans avant l'indice Dow Jones.

## Origine du nom
Afin de se protéger des attaques des Amérindiens Lenapes et des colons britanniques, les colons néerlandais avaient construit un mur en bois et en terre qui se trouvait à l'emplacement actuel de la rue.

## Historique

### Frontière nord du comptoir colonial néerlandais

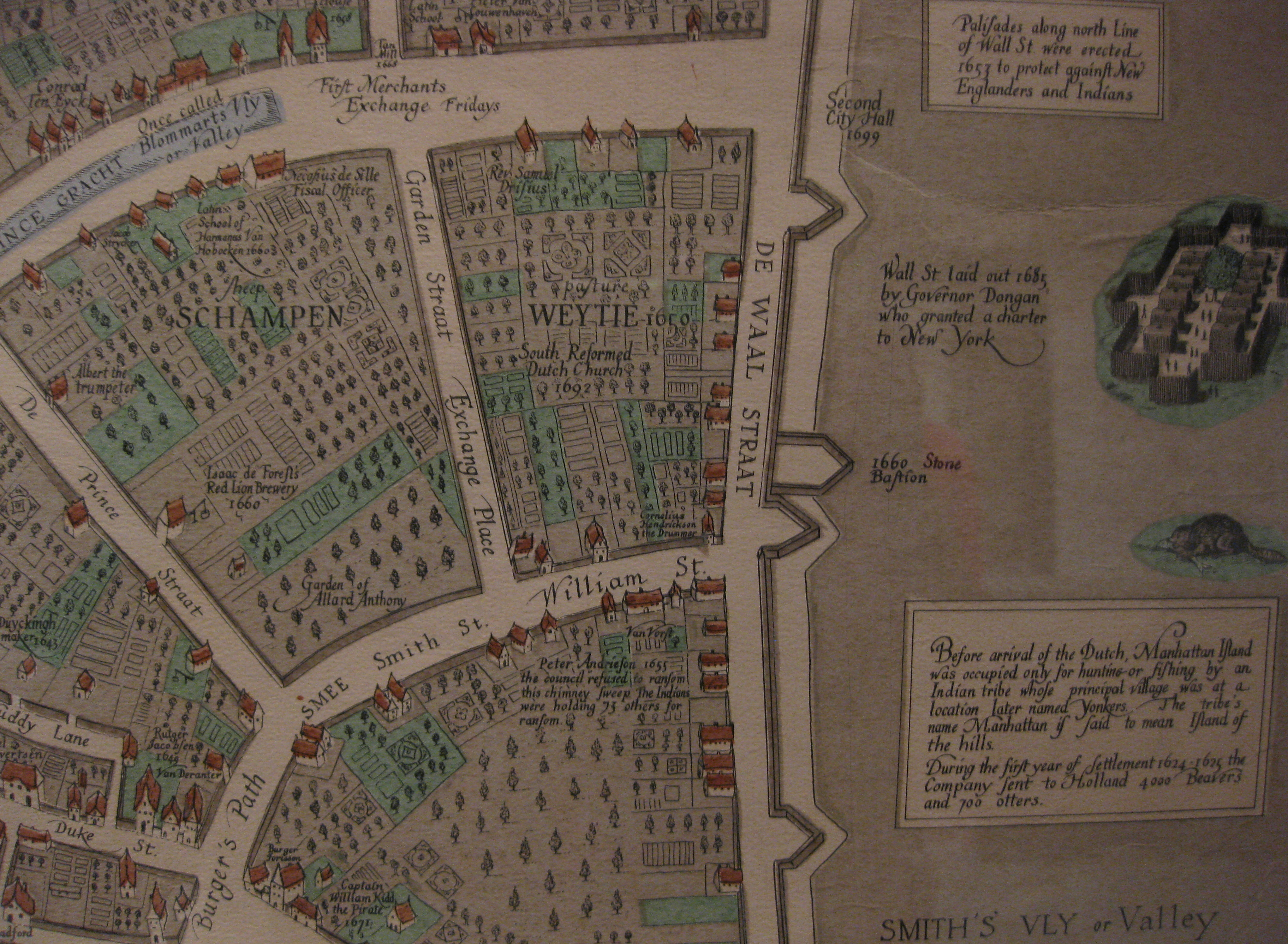
De Waal straat en 1660

L’histoire de Wall Street remonte au XVIIe siècle, à l’époque où la future ville de New York appartenait à l’empire colonial néerlandais d’Amérique. La ville s’appelait alors « La Nouvelle-Amsterdam » (principalement établie sur l'île de Manhattan), et la colonie était baptisée « Nouvelle-Néerlande ».
Bien que le nom « Wall Street » (signifiant « rue du mur » en anglais) tienne de l’existence d’un seul et même mur, à la place de la rue actuelle, les plans de la Nouvelle-Amsterdam montrent deux noms différents pour cette rue.
D'autre part, « De Waal Straat » (nom néerlandais) ne se rapporterait pas à un mur selon certains historiens, mais à un important groupe de colons qui participèrent à la création de la Nouvelle Amsterdam des Wallons francophones ; étymologiquement, en néerlandais, un Wallon se dit « Waal ». En effet, vers 1630, la population totale de Nouvelle-Néerlande était de 300 personnes, dont une grande majorité de Wallons. Environ 270 personnes vivaient autour du Fort Amsterdam chargé de protéger la nouvelle ville, exerçant pour la plupart le métier de fermier.
Durant le XVIIe siècle, Wall Street forma la frontière nord de la Nouvelle-Amsterdam. Dans les années 1640, de simples piquets et des planches désignaient parcelles et résidences dans la colonie. Plus tard, sur ordre de la Compagnie néerlandaise des Indes occidentales, avec l’aide d’esclaves venus d'Afrique noire, les Néerlandais bâtirent une palissade plus solide. À cette époque, la deuxième guerre anglo-néerlandaise faisait rage, un mur de quatre mètres de haut fut créé en 1653.
Lorsque les Britanniques prirent possession de la Nouvelle-Néerlande en 1664, qu’ils rebaptisèrent New York, en l’honneur du Duc d’York, frère du roi, le mur fut consolidé, de manière à assurer la défense de la ville contre les assauts des différentes tribus indiennes. La Nouvelle-Amsterdam devint « New York » (« la nouvelle York »). Le mur fut finalement démantelé en 1699. Bien que le nom original faisait référence aux Wallons qui avaient contribué à la création de la ville de New York, « Wall Street » fut repris en mémoire du mur érigé à cet endroit autrefois (« wall » signifiant « mur » en anglais).

### Marché aux esclaves

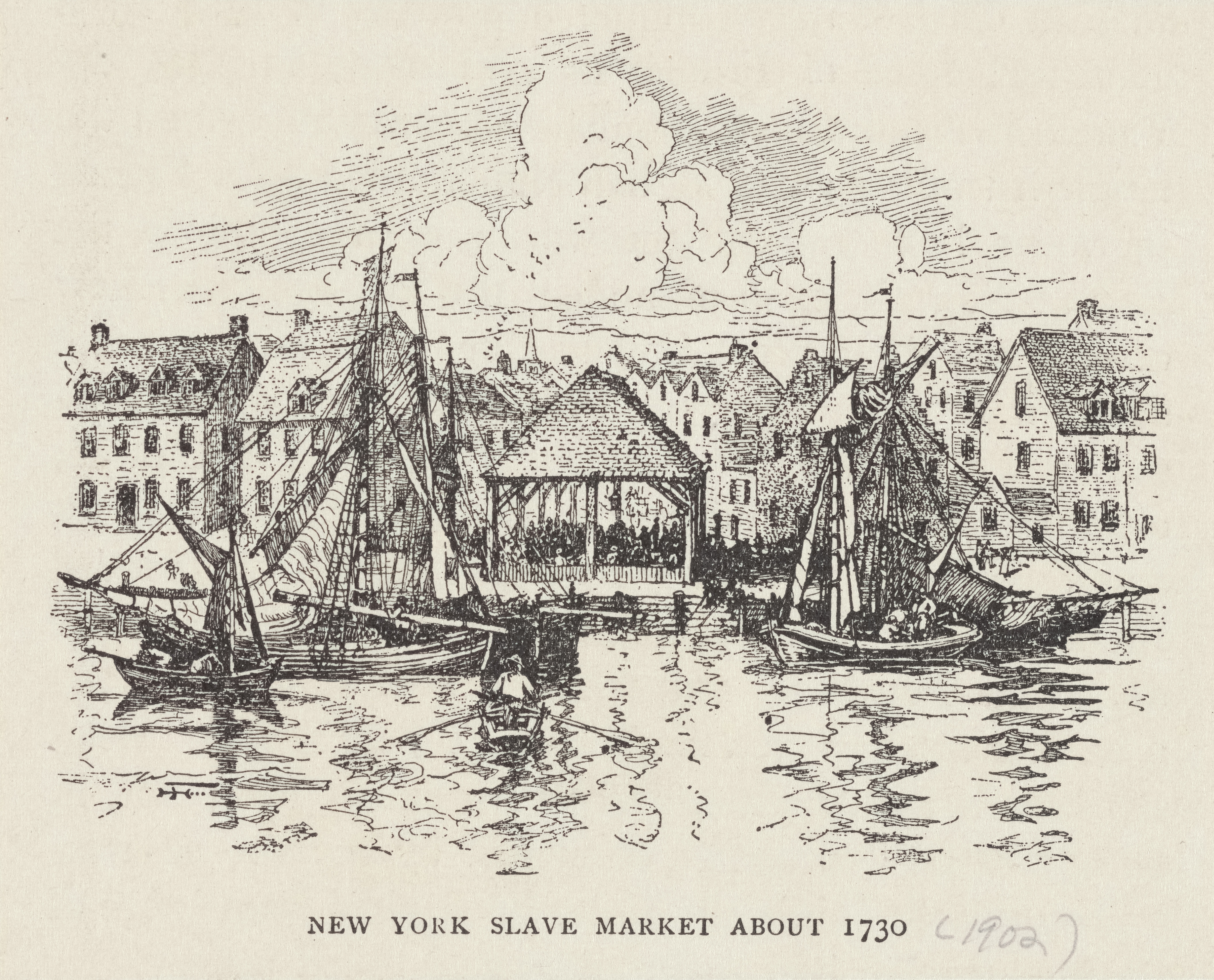
Le marché aux esclaves situé au bout de Wall Street, vers 1730.

L'esclavage fut introduit par les Néerlandais à Manhattan en 1626. Puis, le 13 décembre 1711, le Conseil municipal de la ville de New York fit du marché au grains situé au pied de Wall Street, en bordure de l'East River, le premier marché aux esclaves officiel de la ville pour la vente et la location d'esclaves noirs et amérindiens. Celui-ci pouvait accueillir environ 50 personnes et fonctionna jusqu'en 1762. Les autorités municipales de New York bénéficiaient directement de la vente d'esclaves en appliquant des taxes sur chaque personne qui y était achetée et vendue.

### Bourse de New York

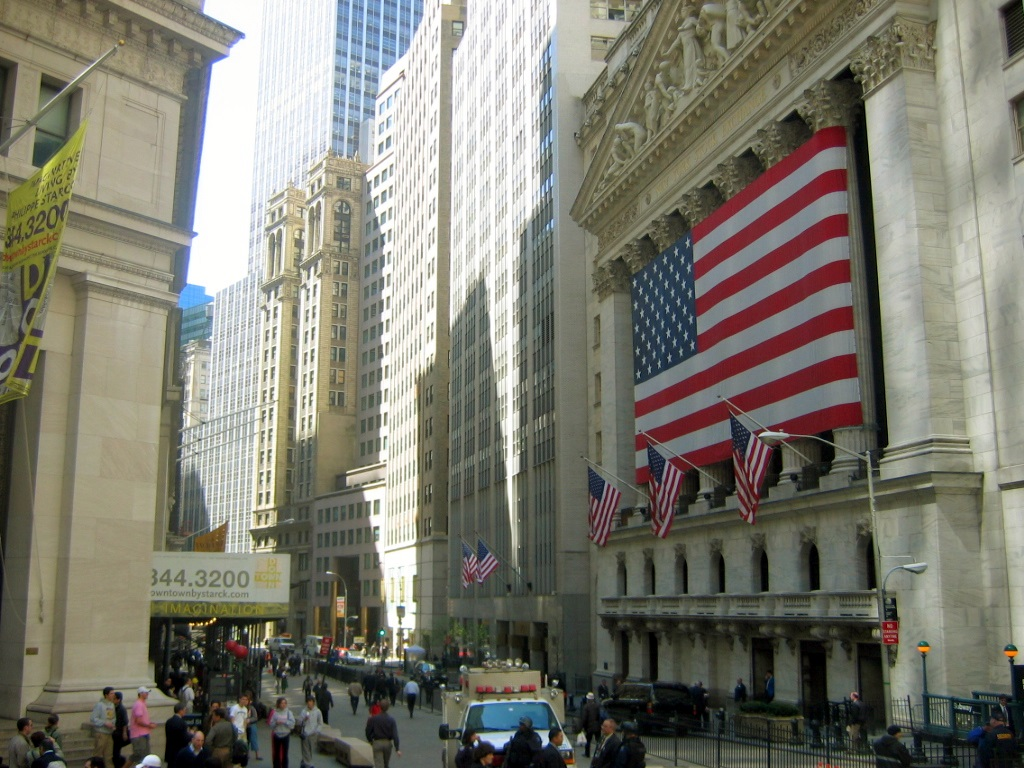
Broad Street, avec le New York Stock Exchange.

À la fin du XVIIIe siècle, on trouvait un platane d'Occident (« buttonwood tree » en anglais) situé à l'emplacement de l'actuel numéro 68 de la rue, sous lequel traders et spéculateurs se rassemblaient pour commercer. En 1792, les traders formalisèrent leur union avec l’« accord de Buttonwood » (« accord du platane »), en souvenir de cet arbre sous lequel ils avaient commencé leurs échanges. Cet acte signa la naissance officielle de la bourse de Wall Street sous son nom actuel : le NYSE.
C'est la promotion des actions industrielles par Charles Dow et Eddie Jones, à partir de 1882, qui est à l'origine de la croissance du marché boursier américain jusque-là essentiellement réservé aux actions des banques et des chemins de fer.

### Wall Street Journal
En 1889, le journal originel de la bourse de New York, Customers' Afternoon Letter (« Lettre de l’après-midi des clients » littéralement) devient le Wall Street Journal, en référence au nom de la rue actuelle. Ce média de la presse écrite, publié dans la ville de New York, existe toujours et possède une grande influence dans le monde des quotidiens économiques. Il fut pendant longtemps le journal le plus lu des États-Unis d’Amérique, bien que désormais second après USA Today. Il appartient au Dow Jones and Company.

### Faits notables
Un attentat à Wall Street le 16 septembre 1920 fit 38 morts et 200 blessés, les recherchés ne furent jamais arrêtés.
Le mercredi 26 janvier 2000, sous la direction du réalisateur Michael Moore, le groupe de rock Rage Against the Machine a joué son titre Sleep now in the fire devant les portes de la bourse de Wall Street afin de tourner son vidéoclip. Créant un mouvement de foule dans la rue et se produisant sans autorisation, le groupe contraint les forces de l'ordre à intervenir afin de mettre un terme aux troubles.

## Bâtiments remarquables et lieux de mémoire

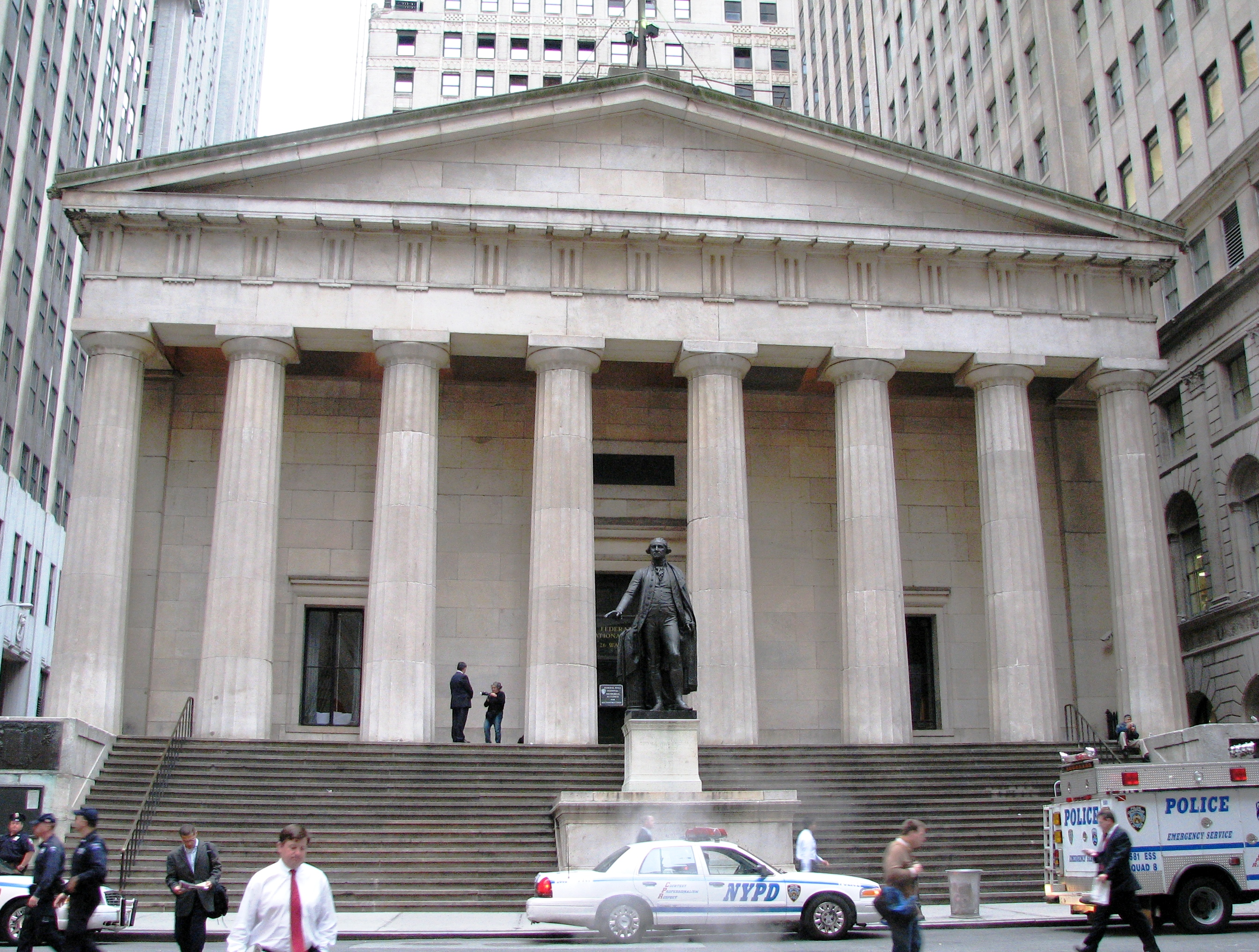
Façade du Federal Hall, Wall Street.

La rue de Wall Street présente plusieurs édifices intéressants, dont plusieurs sont classés au patrimoine historique de la ville de New York. Federal Hall est, avec le National City Bank Building, le plus ancien de l'artère. Inscrit sur le Registre national des lieux historiques et placé sous la responsabilité du National Park Service, il a été construit en 1842 pour remplacer l'ancien hôtel-de-ville de New York. Le bâtiment a changé plusieurs fois de fonctions et accueille aujourd'hui des expositions. Une statue de George Washington devant l'entrée rappelle que c'est là que le premier président américain prononça son serment d'investiture en 1789. Son architecture de style Greek Revival contraste avec les gratte-ciel environnants.
Ce quartier à vocation financière mondiale se caractérise majoritairement par un urbanisme vertical, à l'exception du Federal Hall et de la Trinity Church.

### Principaux bâtiments
| N°    | Nom                                               | Date      | Hauteur | Étages | Architecte                                                | Fonctions                                                     | Lien web |
| ----- | ------------------------------------------------- | --------- | ------- | ------ | --------------------------------------------------------- | ------------------------------------------------------------- | -------- |
| 1     | One Wall Street                                   | 1931      | 199     | 50     | Ralph Thomas Walker                                       | Bank of New York                                              |          |
| 11    | 11 Wall Street                                    | 1922      | 79      | 23     | Trowbridge & Livingston                                   | New York Stock Exchange                                       |          |
| 14-16 | Banker's Trust Company Building 14 Wall Street    | 1912      | 165     | 29     | Shreve, Lamb & Harmon Associates, Trowbridge & Livingston | Banker's Trust Company                                        |          |
| 23    | JP Morgan and Cie Building 23 Wall Street         | 1914      | -       | 3      | -                                                         | -                                                             |          |
| 28    | Federal Hall                                      | 1842      | -       | 2      | Town & Davis                                              | Mémorial                                                      |          |
| 30    | United States Assay Office                        | 1919-1953 | -       | 12     | York & Sawyer                                             | Seaman's Bank for Savings                                     |          |
| 37    | Trust Company of American Building 37 Wall Street | 1907      | 97      | 25     | Francis Hatch Kimball                                     | US Trust Company                                              |          |
| 40    | 40 Wall Street Trump Building                     | 1930      | 283     | 70     | Craig Severance                                           | Trump Building                                                |          |
| 45    | 45 Wall Street                                    | 1959      | 110     | 28     | Voorhees, Walker, Smith & Smith                           | Atlantic Mutual Insurance Company and U.S. Trust appartements |          |
| 48    | Bank of New York Building                         | 1928      | 156     | 31     | Benjamin Wistar Morris                                    | appartements                                                  |          |
| 55    | National City Bank Building Cipriani Wall Street  | 1841-1910 | 40      | 9      | Isaiah Rogers McKim, Mead et White                        | Regency Wall Street Hotel Appartements                        |          |
| 60    | 60 Wall Street JP Morgan Building                 | 1989      | 225     | 55     | Kevin Roche, John Dinkeloo                                | Morgan Bank                                                   |          |
| 63    | Brown Brothers Harriman and Company The Crest     | 1929      | 123     | 34     | Delano, Aldrich, Matsui                                   | Banque, appartements                                          |          |
| 67    | Munson Building                                   | 1921      | -       | 26     | Kenneth M. Murchison                                      | Bureaux, appartements                                         |          |
| 74    | Seamen's Bank for Savings                         | 1927      | -       | 20     | Benjamin Wistar Morris                                    | -                                                             |          |
| 80    | Tontine House                                     | -         | 49      | 13     | Clinton & Russell                                         | -                                                             |          |
| 99    | 99 Wall Street                                    | 1931      | -       | 25     | Schwartz & Gross                                          | -                                                             |          |
| 120   | 120 Wall Street                                   | 1931      | 122     | 33     | Eli Jacques Kahn                                          | Associations                                                  |          |